# Cedartown
Cedartown est une ville de Géorgie, aux États-Unis. Il s'agit du siège du comté de Polk.

## Démographie
| 1870 | 1880 | 1890  | 1900  | 1910  | 1920  |
| ---- | ---- | ----- | ----- | ----- | ----- |
| 323  | 843  | 1 625 | 2 823 | 3 551 | 4 053 |

| 1930  | 1940  | 1950  | 1960  | 1970  | 1980  |
| ----- | ----- | ----- | ----- | ----- | ----- |
| 8 124 | 9 025 | 9 470 | 9 340 | 9 253 | 8 619 |

| 1990  | 2000  | 2010  | - | - | - |
| ----- | ----- | ----- | - | - | - |
| 7 978 | 9 470 | 9 750 | - | - | - |